# آرثر توماس ستون
آرثر توماس ستون هو سياسي كندي، ولد في 18 أكتوبر 1897، وتوفي في 31 ديسمبر 1988. انتخب عضو المجلس التشريعي من ساسكاتشوان.